# Мосткі-Кольонія
Мосткі-Кольонія (пол. Mostki-Kolonia) — село в Польщі, у гміні Баб'як Кольського повіту Великопольського воєводства.
Населення — 82 особи (2011).

## Демографія
Демографічна структура станом на 31 березня 2011 року:
|          | Загалом | Допрацездатний вік | Працездатний вік | Постпрацездатний вік |
| -------- | ------- | ------------------ | ---------------- | -------------------- |
| Чоловіки | 45      | 7                  | 34               | 4                    |
| Жінки    | 37      | 6                  | 23               | 8                    |
| Разом    | 82      | 13                 | 57               | 12                   |